# Daniel de Larroque
Pour les articles homonymes, voir Larroque.
Daniel de Larroque, né vers 1660 à Vitré, mort en 1731 à Paris, est un écrivain français.

## Biographie
Fils de Matthieu de Larroque, il s’est fait recevoir docteur protestant, lorsque, chassé de France par la révocation de l’édit de Nantes, il erre en Angleterre, en Suède et en Hollande, remplissant les fonctions pastorales. De retour en France, en 1700, il abjure.
Un écrit satirique lui attire un emprisonnement de plusieurs années, puis, grâce à la protection de l’abbesse de Fontevrault, il obtient une place au ministère des Affaires étrangères, sous de Torcy, devient secrétaire du conseil au commencement de la Régence, et obtient enfin une pension de 4 000 livres, dont il jouit jusqu’à sa mort.
Il fut un des continuateurs des Nouvelles de la république des lettres, et publia des traductions de quelques ouvrages anglais.

## Publications
- Les Véritables motifs de la conversion de l’abbé de la Trappe, Cologne, 1685, in-12.
- Le Prosélyte abusé, Rotterdam, 1684, in-12.
- Nouvelles accusations contre Varillas, Amsterdam, 1687, in-8°.
- Vie de Mézeray avec son testament, Amsterdam, 1726, in-12.

## Source
« Daniel de Larroque », dans Pierre Larousse, Grand dictionnaire universel du XIXe siècle, Paris, Administration du grand dictionnaire universel, 15 vol., 1863-1890 [détail des éditions].